# Speothos venaticus
El perro venadero (Speothos venaticus), también conocido como jagua yvyguy (en idioma guaraní), zorro vinagre, zorro pitoco, perro de agua, perro de monte, perro vinagre o  perro selvático, es una especie de mamífero perteneciente a la familia de los cánidos que vive en bosques a menos de 1700 m s. n. m. en forma continua desde Costa Rica y a través de América del Sur hasta Paraguay y el noreste de Argentina, en el corredor verde, al noreste de Misiones (Dto. Iguazú y General Belgrano).   Recientes reportes dan cuenta también de su aparición en Costa Rica y Colombia. A pesar de esta extensa distribución es raro encontrarlo, debido a que es muy sensible a la intervención del hábitat, estando ausente en zonas pobladas por humanos y áreas deforestadas. Vive en parejas o en pequeños grupos y delimita con orina su territorio propio. Las hembras marcan extrañamente superficies verticales, con frecuencia, erguidas sobre sus manos. El perro venadero es la única especie viva del género Speothos, y evidencia genética sugiere que su pariente más cercano es el Aguará guazú de América del Sur o el licaón (Perro salvaje africano).
También se le llama "zorro vinagre", a pesar de su remoto parecido con los zorros, el nombre alude a que algunas personas consideran que el aroma de su orina con la que marca su territorio es muy similar al del vinagre.

## Descripción
Su cuerpo mide entre 23 y 30 cm de altura y 60 y 75 cm de longitud, generalmente unos 65 cm; su cola tiene apenas 12 a 14 cm. Su peso es de 5 a 8 kg. Por su forma y tamaño tiene más bien el aspecto de tejón o del mestizo de perro doméstico paticorto. Tiene la cabeza pequeña, hocico corto, orejas pequeñas y un pelaje ralo y espeso de color pardo rojizo, con cierto brillo en los flancos. La espalda y los costados son de color castaño a rojizo, la cabeza y cuello son generalmente más claros, en tanto que las extremidades y cola son siempre más oscuras, hasta negros. Difiere notablemente de otros cánidos por su aspecto similar al de un mustélido producto de la evolución convergente.
La dentadura presenta cuarenta piezas. Su dentición presenta el siguiente esquema —y por lo tanto difiere de la que poseen el resto de los cánidos—:
| Dentición |
| --------- |
| 3.1.4.1   |
| 3.1.4.2   |

## Comportamiento

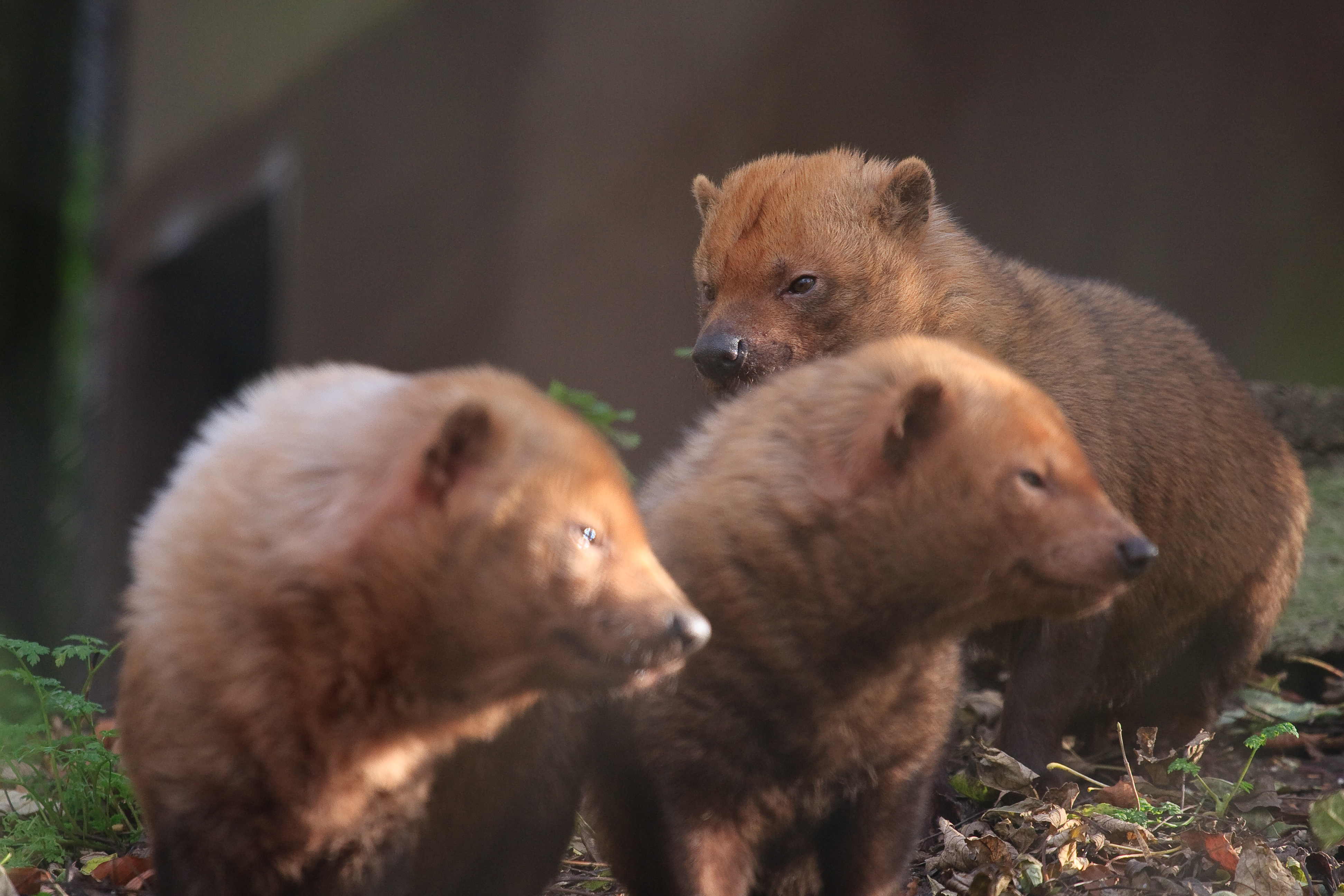
El hábito social de este animal lo hace uno de los pocos cánidos sociales de Sudamérica.

Vive en grupos de cuatro a doce individuos. Tiene hábitos diurnos y crepusculares, aunque en ocasiones se han visto ejemplares activos de noche; en cautividad es siempre diurno. Caza colectivamente diversos animales, especialmente agutíes, capibaras, venados y aves hasta del tamaño de un tapir, para lo cual permanece en continuo contacto acústico con los otros componentes del grupo. Su voz suena como un ligero cuchicheo o murmullo. El cinogalo ocupa para dormir madrigueras abandonadas de otras especies (de armadillos, por ejemplo). Es excelente nadador y puede capturar presas en el agua; acostumbra bañarse en horas cálidas de día. Son buenos excavadores y se ha observado que pueden cavar un metro en treinta minutos.
La época de apareamiento probablemente tiene lugar en noviembre y diciembre. El celo dura de ocho a doce días, durante los cuales la pareja se separa de la manada, hasta 5 km. Tiene de dos a seis cachorros por parto en cuya cría el macho participa de modo activo, generalmente en octubre, tras una gestación que oscila entre setenta y seis y ochenta y tres días. La hembra posee cinco pares de pezones para amamantar a los cachorros, en tanto que al macho le corresponde transportarlos y bañarlos. La lactancia dura ocho semanas. Hacia el año, llega a la madurez sexual. Puede vivir hasta diez años.

## Conservación
Por su rareza se le considera "casi amenazado". Aunque no se tienen suficientes datos sobre la población de la especie, se cree que es muy abundante en las áreas protegidas y en algunas es escaso debido a la presencia constante de visitantes. Estos cánidos nunca han sido vistos en zonas intervenidas buscando ganado. Aunque no son cazados, se han visto escasos en algunas zonas por el cambio climático y la presencia del humano en su hábitat.
El Speothos venaticus fue declarado monumento natural de la provincia de Misiones en Argentina mediante la ley n.º 3455 sancionada el 13 de noviembre de 1997.

## Relación con los humanos
Este cánido es inofensivo para el humano y el ganado. Pero muchas veces se desconfía de ellos ya que son muy raros y se cree que podrían aventurarse en una granja.

## Subespecies
Han sido identificadas tres subespecies:
- Speothos venaticus panamensis Panamá, Norte de Colombia, Venezuela, oeste de Ecuador y Costa Rica
- Speothos venaticus venaticus Sur de Colombia y Venezuela, Las Guyanas, Gran parte de Brasil, este de Ecuador y Perú, Bolivia y norte de Paraguay
- Speothos venaticus wingei Ihering, 1911 Sudeste de Brasil, Paraguay y extremo norte de Argentina